# Mads Vestergaard
Mads Vestergaard (11 de marzo de 2002) es un deportista danés que compite en bádminton. Ganó dos medallas de bronce en el Campeonato Europeo de Bádminton de 2025, en las pruebas de dobles y dobles mixto.

## Palmarés internacional
| Campeonato Europeo | Campeonato Europeo  | Campeonato Europeo | Campeonato Europeo |
| Año                | Lugar               | Medalla            | Prueba             |
| ------------------ | ------------------- | ------------------ | ------------------ |
| 2025               | Horsens (Dinamarca) | Medalla de bronce  | Dobles             |
| 2025               | Horsens (Dinamarca) | Medalla de bronce  | Dobles mixto       |